# Amazonen des Urwalds
Amazonen des Urwalds (Originaltitel: Prehistoric Women) ist ein US-amerikanischer Abenteuerfilm aus dem Jahr 1950. Produziert wurde der Film von Alliance Productions.

## Handlung
Die Älteste eines vor vielleicht 100.000 Jahren im Dschungel lebenden Stammes baumbewohnender Frauen erzählt, wie der Stamm durch Tana, Mutter der heutigen Führerin Tigri, gegründet wurde.
Eine Generation zuvor dienten Frauen als Sklaven für die herrschenden Männer. Eines Tages warf Tana einen Stein nach dem Stammesführer und floh danach mit ihren Töchtern in den Dschungel. Aus den Frauen wurden Fischer und Jäger. Sie lebten friedlich in den Wäldern, bis Tana von dem Riesen Guaddi, der die Wälder unsicher machte, getötet wurde. Die Geschichte endet, als die Älteste darauf hinweist, dass die Frauen Männer brauchen, um für Nachwuchs zu sorgen.
Am nächsten Morgen machen sich Tigri und fünf weitere Frauen auf die Suche nach Männern. Sie treffen auf den Stamm von Engor, der in Höhlen lebt. Die Frauen besiegen die Männer und nehmen sie gefangen. Nur Engor kann entkommen. Er schwört sich, seine Kameraden zu befreien und die Frauen zu versklaven. Bei der Flucht vor einem Elefanten verliert Engor seine Keule. Zufällig entdeckt er das Geheimnis des Feuermachens, als er sich eine neue Keule anfertigen will. 
Als Engor sich dem Lager der Frauen nähert, wird er gefangen genommen. Tigri und Arva wollen beide Engor für sich und kämpfen um ihn. Tigri siegt und beansprucht Engor für sich. Am nächsten Tag fertigt Engor eine Fackel an und kann sie gerade rechtzeitig entzünden, um den Angriff eines Flugdrachens abzuwehren. Mit der Fackel hält er zudem die Frauen in Schach und befreit seine Männer, die nun ihrerseits die Frauen gefangen nehmen.
Auf dem Weg zurück in ihre Wohnhöhlen stößt die Gruppe auf den Riesen Guaddi. Die Gruppe flüchtet sich in eine nahe liegende Höhle. Die Männer können Guaddi in einen Feuerkreis locken und so mit den Frauen entkommen. Tigri hat sich in Engor verliebt und fragt ihn, ob er mit ihr einen neuen Stamm gründen will. Engor sagt zu, auch seine Männer sind dazu bereit. Am Abend haben sich verschiedene Pärchen gebildet. Die Älteste bereitet das Hochzeitsritual vor.

## Produktion
Gedreht wurde der Film vom 27. April bis Mitte Mai 1950 auf der Movie Ranch von Ray Corrigan im Simi Valley, in El Monte und in den Motion-Picture-Center-Studios in Hollywood.

## Stab und Besetzung
Die Spezialeffekte stammten von Howard A. Anderson. Bella Lewitzky choreografierte die Stammestänze.
In einer kleinen nicht im Abspann erwähnten Nebenrolle trat Janet Shaw als die Älteste in ihrer letzten Filmrolle auf.

## Veröffentlichung
Die Premiere des Films fand am 1. November 1950 statt. In der Bundesrepublik Deutschland kam er am 4. Januar 1953 in die Kinos, in Österreich am 19. Juni 1953.

## Kritiken
Das Lexikon des internationalen Films schrieb: „Haarsträubendes, mythisch gewandetes Fantasy-Abenteuer.“
Der Kritiker des TV Guide urteilte, es sei ein schlechter Film, der spärlich bekleidete Frauen ausbeute.
Bill Warren schrieb: „‚Amazonen des Urwalds‘ ist tatsächlich ein sexorientierter EXPLOITATION FILM und gehört zu einem Genre, das in den frühen fünfziger Jahren allmählich seinen Niedergang erlebte“.